# Chámeza
Chámeza es un municipio en  Colombia, ubicado en el departamento de Casanare, 

## Contexto geográfico
Se encuentra ubicado en la vertiente oriental de la cordillera de los Andes, en el Piedemonte llanero. Se encuentra a 1100 m de altitud, presentando temperaturas entre 18 y 20 °C.

## Datos básicos
- Su jurisdicción tiene una extensión de 383 km².
- Tiene una población de 2100 habitantes.
- Su casco urbano se encuentra a 100 km de Yopal, la capital departamental, y a 364 km de Bogotá.

## Historia
Su fundación data desde antes de la conquista de América, de 1429, cuando el cacique Chámeza, amo de estas tierras, la bautizó con su nombre. Y fue erigido como municipio en 1959.
Esta población es de origen indígena, anterior al período de la conquista, poblada por indígenas Achaguas y Cusianas. Los primeros españoles en explorar el territorio fue Gonzalo Jiménez de Quezada hacia finales del siglo XVI sin lograr establecer asentamientos de importancia.  Posteriormente en el siglo XVII con la llegada de las comunidades religiosas, se desarrolla un proceso de evangelización y penetración del territorio casanareño, constituyéndose Chámeza como punto de entrada al resto del territorio llanero, esto lo califica como uno de los municipios más antiguos de Casanare y del Llano en general.
En el siglo XVII los padres agustinos fundaron a orillas del río Tonce, la población de Chámeza, sin embargo según documentación colonial el primer nombre de esta localidad fue el de Vijúa. El cambio de nombre se debió al parecer por la necesidad de reubicar al municipio ya que por factores naturales, Chámeza ha ocupado diferentes lugares, quedando finalmente en lo que se conocía por los indígenas como Chámeza. A los españoles les llamó la atención las fuentes naturales de sal, que a través de un proceso de saturación se podían transportar y comercializar en el llano, sirviendo de alimento para el ganado. Paralelamente esta riqueza mineral le aportó ingresos a la corona, posteriormente a la República ya que su consumo era indispensable para el desarrollo de otras industrias.  
En 1583 fue trasladado del río Tonce hacía las orillas del río salinero para mejor comodidad de sus actividades; esta iniciativa fue promovida por don Pedro Daza conocido como el “Tunjano”.
En la primera mitad del siglo XIX monopolizó la explotación de la sal, tierras y ganados que organizó don Antonio Roldán Franco quien trató de modernizar esta actividad construyendo hornos en carbón mineral y organizando una mini empresa con administradores, capataces y obreros.
En la violencia de los años 50 fue destruido el poblado y se instaló una base militar que acampó en la mesa ubicada el norte de lo que fue este caserío; hecho que alimentó las idea del Padre fray Zenón Rodrigo del Carmen, procedente de España de construir el pueblo en la meseta, ya que las ruinas habían sido ocupadas nuevamente por el ejército y lograr así una mayor organización.
Este hecho ocurrió en 1959, el sitio que actualmente ocupa el municipio; lo acompañaron en esa empresa Rafael Roldán, los hermanos Rodríguez, Vicente Vargas, Juan de Jesús Acosta, Luis Alberto Ramírez Omaña, Pedro González, José Rubén Perilla, Hortensia Rodríguez, Noel Rodríguez, Fideligno Barreto, Rosario de Barreto, Pascual Martínez, entre otros. Políticamente el Municipio de Chámeza perteneció al departamento de Boyacá hasta 1956 cuando fue convertido a corregimiento y agregado al municipio de Pajarito. En 1960, el entonces Gobernador de Boyacá Gustavo Romero Hernández lo restituyó a Municipio autónomo con su nueva ubicación geográfica en la meseta.

## Economía local
Su economía giró por mucho tiempo en torno a la agricultura, la ganadería y los yacimientos de sal, pero últimamente se ha potencializado el turismo de naturaleza. La primera feria de aves de Chámeza " Chámeza Bird Fair" en el año 2024 contó con la participación de turistas regionales, nacionales e internacionales, que descubrieron en el bosque de niebla del municipio especies de aves endémicas y de alto valor para el aviturismo. Se debe resaltar la ardua labor realizada por Fabian Cano y Zulma Mora, entusiastas observadores de aves, que recorrieron el departamento de Casanare identificando y aportando registros nuevos de especies de aves vulnerables y endémicas para este Departamento. Entre los nuevos atractivos para conocer en el municipio de Chámeza, están las tres especies de aves endémicas Gorgeted Wood Quail / Odontophorus strophium, Brown-breasted Parakeet / Pyrrhura calliptera y Chestnut Wood Quail / Odontophorus hyperythrus, sus más de 400 especies que lo recorren durante el año y Paseo Por Las Nubes Birding Lodge; el primer alojamiento rural especializado en la observación de aves.  Este alojamiento se encuentra ubicado en la vereda Centro Norte a los 1920 msnm, un destino para disfrutar de fauna diversa, vegetación exuberante, aves endémicas y clima agradable; mientras se apoya la protección y conservación del ecosistema de bosque de niebla.

## Política
En 2019 se destacó al estar entre los diez municipios con menor abstencionismo electoral, quedando en el tercer lugar para la elección de alcalde y gobernador departamental con una participación del 91,47% y 91,64% de los potenciales sufragantes en los comicios respectivamente y en el quinto lugar para la elección de diputados departamentales al participar el 91,53% del censo.